# Коэффициент укорочения
Коэффицие́нт укороче́ния — безразмерная величина, характеристика линии передачи (электрических, оптоволоконных, волноводных), показывающая, во сколько раз фазовая или групповая скорость волны в линии передачи меньше, чем скорость света в вакууме.
Коэффициент укорочения {\displaystyle k_{p}} определяется по формуле:
{\displaystyle k_{p}=c/c_{l},}
где {\displaystyle c} — скорость света в вакууме;
{\displaystyle c_{l}} — скорость распространения электромагнитной волны в линии передачи.
В иностранной литературе вместо коэффициента укорочения часто применяют обратную ему величину, называемую коэффициентом скорости или коэффициентом замедления (Velocity of Propagation, Velocity Factor) {\displaystyle v_{p}}:
{\displaystyle v_{p}=1/k_{p}=c_{l}/c.}

## Коэффициент укорочения в электрических линиях передачи
Коэффициент укорочения зависит от типа линии передачи, а также в общем случае от размеров её поперечного сечения проводников или площади сечения волновода, электромагнитных параметров (ε диэлектрика, μ) материалов линии, типа волны, эти параметры совместно определяют погонные параметры линии передачи (ёмкость, индуктивность на единицу длины линии).
Как правило, коэффициент укорочения указывают для линий передачи с Т-волной (например, в коаксиальных линиях) или квази-Т-волной (например, в микрополосковых линиях), то есть для типов волн без существенной дисперсии в рабочей полосе частот, при таких условиях можно считать, что фазовая и групповая скорости волны равны.
Если имеется существенная дисперсия, то коэффициент укорочения зависит от частоты, при этом нельзя указать конкретную скорость распространения электромагнитной волны, оперируют с фазовой скоростью.
Скорость распространения электромагнитной волны в проводных линиях зависит от её погонных параметров — индуктивности на единицу длины {\displaystyle L_{x}} и ёмкости на единицу длины {\displaystyle C_{x}} (в СИ Гн/м и Ф/м соответственно):
{\displaystyle c_{l}=1/{\sqrt {L_{x}C_{x}}}.}
Коэффициент укорочения:
{\displaystyle k_{p}=c/c_{l}=c{\sqrt {L_{x}C_{x}}}.}

## Коэффициент укорочения в антенных системах
Практически понятие коэффициента укорочения распространяют также на резонансные проволочные (вибраторные) антенны при определении отличия их фактической длины от электрической длины, обусловленной, например, влиянием покрытий проводника антенны слоем диэлектрического материала, приближенных методов расчета или влиянием расположенных рядом с антенной объектов. Понятие коэффициента укорочения здесь может иметь иной смысл.

## Коэффициент укорочения для волны в свободном пространстве
Если электромагнитная волна распространяется в пространстве, заполненном веществом, то скорость её распространения меньше скорости света в вакууме:
{\displaystyle c_{l}=1/{\sqrt {\mu _{0}\varepsilon _{0}\mu \ \varepsilon }}=c/{\sqrt {\mu \ \varepsilon }},}
где {\displaystyle \varepsilon _{0}} и {\displaystyle \mu _{0}} — электрическая и магнитная постоянные;
{\displaystyle \varepsilon } и {\displaystyle \mu } — относительная диэлектрическая проницаемость и относительная магнитная проницаемость среды.
Коэффициент укорочения: {\displaystyle k_{p}={\sqrt {\mu \ \varepsilon }}.}
В диэлектриках обычно {\displaystyle \mu =1,} поэтому {\displaystyle k_{p}={\sqrt {\varepsilon }}.}

## Коэффициент укорочения в волоконно-оптических линиях передачи
В волоконно-оптических линиях передачи коэффициент укорочения зависит от показателя преломления {\displaystyle n} светоносной сердцевины оптического волокна:
{\displaystyle k_{p}=n.}

## Практическое применение коэффициента укорочения
Коэффициент укорочения необходимо учитывать для установления связи между электрической (определяемой по сдвигу фазы или задержке распространения электромагнитной волны) и физической (реальной) длинами линии передачи.
Эта задача возникает при проектировании элементов на основе отрезков линий передач: линий задержки, шлейфов и трансформирующих отрезков для согласующих устройств, фазосдвигающих и инвертирующих фазу отрезков линий, в том числе в симметрирующих устройствах типа U-колено.
Параметр также используется при диагностике фидеров для локализации неоднородности линии (определения места неисправности в линиях).

## Методы измерения коэффициента укорочения
Импульсный метод
Коэффициент укорочения проще всего измерить с помощью импульсного рефлектометра — измерителя параметров линий передач. При этом измеряется время прохождения электромагнитного импульса туда и обратно вдоль линии при отражении от удалённого конца достаточно длинного отрезка испытуемого кабеля с известной длиной. Для повышения точности измерения необходимо удлинять испытуемую линию и/или зондировать её более короткими импульсами. Для коротких отрезков кабеля этот метод может быть непригоден.
Резонансный метод
Для коротких отрезков кабеля применяют резонансные методы. В опыте измеряют резонанс закороченного или разомкнутого на удалённом конце куска кабеля. При закороченном кабеле наблюдается максимум напряжения при резонансе, причем при этом длина отрезка кабеля равна четверти длины волны в кабеле. По известной длине кабеля и измеренной резонансной частоте определяется коэффициент укорочения. Аналогично при разомкнутом кабеле добиваются резонанса по минимуму напряжения, при этом длина кабеля равна четверти длины волны на частоте резонанса. 
Удобнее проводить измерения на полуволновом отрезке кабеля, тогда при закороченном кабеле наблюдается минимум напряжения при резонансе и наоборот, при разомкнутом кабеле добиваются резонанса по максимуму напряжения. 
Поскольку кабель имеет резонансы на кратных частотах, необходимо проводить измерения на самой низкой частоте. Перед измерениями удобно сделать прикидочный расчет частоты первого резонанса, исходя из длины кабеля, принимая укорочение в пределах от 1 до 1.5
По волновому сопротивлению и погонной ёмкости
Обычно из технических характеристик кабеля известно его волновое сопротивление и коэффициент укорочения можно вычислить по известной или измеренной погонной ёмкости кабеля. Погонную ёмкость также можно измерить с помощью моста переменного тока для отрезка кабеля известной длины: {\displaystyle C_{x}=C/L,} {\displaystyle C} — измеренная ёмкость отрезка кабеля, {\displaystyle L} — его длина.
Так как волновое сопротивление кабеля {\displaystyle \rho ={\sqrt {L_{x}/C_{x}}}} откуда {\displaystyle L_{x}=\rho ^{2}C_{x},} то {\displaystyle k_{p}=c\ \cdot \rho \ \cdot C_{x}.} При подстановке в эту формулу скорости света и выражении погонной ёмкости в пФ/м формула приобретает более удобный для практического применения вид: {\displaystyle k_{p}=0,0003\cdot \rho \cdot C_{x}.}